# Värnamo
Värnamo je grad i sjedište istoimene općine u središnjem dijelu južne Švedske u županiji Jönköping.

## Stanovništvo
Prema podacima o broju stanovnika iz 2005. godine u gradu živi 18.469 stanovnika.

## Vanjske poveznice
- Službene stranice grada grada

### Ostali projekti
|  | Zajednički poslužitelj ima još gradiva o temi Värnamo |